# Фантастична браћа Бејкер
Фантастична браћа Бејкер (енгл. The Fabulous Baker Boys) је љубавни драмедија мјузикл филм из 1989, са Мишел Фајфер и Џефом Бриџизом у главним улогама. Био је номинован за четири Оскара, између осталих и за Оскар за најбољу главну глумицу, али није освојио ниједног. Фајферова је освојила Златни глобус за најбољу главну глумицу, али не и награду BAFTA за коју је била номинована.

## Радња
Пијанисти Френк и Џек наступају у малим клубовима и од тога не зарађују много. Стога одлучују да унапреде свој посао ангажујући атрактивну певачицу Сузи. Публика одушевљено прихвата Сузи и број њихових ангажмана се повећава. Међутим, све ће кренути по злу када људи буду желели искључиво певачицу а не њих, и када Џек покуша да је освоји.

## Улоге
| Глумац       | Улога              |
| ------------ | ------------------ |
| Џеф Бриџиз   | Џек Бејкер         |
| Мишел Фајфер | Сузи Дајмон        |
| Бо Бриџиз    | Френк Бејкер       |
| Џенифер Тили | Бланш Моника Моран |
| Кен Лернер   | Реј                |